# Tatort: Wer das Schweigen bricht
Wer das Schweigen bricht ist ein Fernsehfilm aus der Krimireihe Tatort. Es ist die 870. Tatort-Episode und der fünfte und letzte gemeinsame Fall des Frankfurter Ermittlerteams in der Figurenkonstellation Steier und Mey, gespielt von Joachim Król und Nina Kunzendorf. Der vom Hessischen Rundfunk produzierte Beitrag wurde am 14. April 2013 auf Das Erste erstgesendet. Er basiert auf der Buchvorlage „Was geschah in Zelle 26“ von Axel Petermann und handelt von einem Mord und den Netzwerken des Drogenhandels im Strafvollzug.

## Handlung
Die Mordkommission wird in die Justizvollzugsanstalt gerufen, da hier in der letzten Nacht der Libanese Mustafa Zaydan zu Tode kam. Ein erstes Gespräch mit dem Gefängnisdirektor zeigt den massiven Druck, unter dem dieser steht.  Der Direktor ist sichtlich bewegt vom Tod des Häftlings, zumal dem Opfer acht Zehennägel gezogen worden sind. Die Ermittler denken zunächst an Übergriffe des Wachpersonals, denn die Zelle war nicht gewaltsam geöffnet worden. Außerdem ist das Personal nicht gerade zimperlich im Umgang mit den Gefangenen. Der Schließer Völler sagt aus, dass er leider nicht genau sagen kann, ob Mustafa nach der offiziellen Schließzeit noch am Leben war, weil er es zeitlich nicht geschafft hatte, in die einzelnen Zellen zu sehen. Somit war es möglich, dass jeder der Insassen zu Mustafa in die Zelle gehen konnte, solange diese noch nicht verschlossen war. Die Aufzeichnungen der Überwachungskameras ergeben auch keine Anhaltspunkte, jedoch zehn fehlende Minuten, als die Festplatte gewechselt wurde. Als ein „besonderes Vorkommnis“ werten die Wachleute, dass der Spielabend ausgefallen war, weil es Probleme mit dem Gefangenen Jürgen Schuch gab. Er ist mit dem Dienstpersonal in Streit geraten und war extrem aggressiv. Der Streit selbst hatte mit Mustafa aber absolut nichts zu tun, jedoch fiel er genau in den Zeitraum der zehn Minuten, in denen die Aufzeichnungen fehlen. 
Der Direktor informiert Steier, dass Erhan Karabey, einem weiteren Gefangenen, ebenfalls acht Zehennägel gezogen wurden. Dieser wird sofort befragt, doch er sagt zunächst nichts. Erst als Mey ihn in seiner Sprache anredet, flüstert er ihr zu, dass seine Frau und seine Tochter bedroht werden. Das überprüft sie telefonisch und erfährt, dass beide seit heute früh verschwunden sind. Mey kümmert sich darum, und es gelingt ihr, das Kind zu finden. Sie informiert Erhan darüber und möchte, dass er ihr sagt, was er weiß. Steier lässt inzwischen einige Zellen durchsuchen. Es findet sich versteckt in einer Matratze in der Zelle von zwei Deutschrussen ein Nagelknipser mit Blutanhaftungen. Die Häftlinge bestreiten jedoch, dass sie von dem Werkzeug wussten. In Mustafas Zelle findet Steier einen Zettel mit einem Buchstaben-Code und vermutet, dass es Initialen sind und das Papier somit eine Schuldenliste sein könnte. Auch ist ihm aufgefallen, dass sich die Gefangenen untereinander mit Morsezeichen verständigen.
Als Erhan ins städtische Krankenhaus gebracht wird, um einer Hautärztin vorgestellt zu werden, gelingt ihm nach der Untersuchung die Flucht. So kommt Steier zu dem Schluss, dass Mustafa mit Drogen gehandelt hat und Erhan enorme Schulden bei ihm hatte. Während Schuch mit seiner Aktion am Tatabend alle Aufmerksamkeit auf sich gezogen hat, ist Erhan in Mustafas Zelle gegangen und hat ihn umgebracht. Als Ablenkungsmanöver hat er dann zunächst Mustafa die Nägel gezogen und danach sich selbst, da er eine Hautkrankheit hat, bei der die Nägel weich werden und sich schnell lösen lassen. Anschließend hat er den Nagelknipser dann bei den Russen versteckt. Da Erhan im Gefängnis Freunde hat, die ihm helfen, überprüfen die Ermittler, wer gerade Freigang hat. So können sie Erhan ausfindig machen und festnehmen. Im Auto, mit dem er fliehen wollte, ist im Navigationssystem die Adresse von Mustafas Onkel eingespeichert. Auch den Ermittlern ist bekannt, dass die Familien von Inhaftierten selbst außerhalb der JVA die Fäden ziehen. Um Erhans Schulden auch nach Mustafas Tod einzuholen, hatten dessen Verwandte seine Frau entführt. Da das SEK bei einem anderen Fall noch im Einsatz ist, gehen Steier und Mey allein in die Wohnung von Mustafas Onkel, der Erhans Frau als Geisel hält. Als er droht, sie zu töten, schießt Steier auf den Onkel und trifft ihn tödlich.

## Hintergrund
Drehort des Films war Frankfurt am Main. Die Außenaufnahmen zum Gefängnis zeigen die Zufahrt zum Werkhof der Strafanstalt Butzbach mit dem Eingangsbereich. Die Arbeitstitel lauteten Grüße aus der Mandschurei und Diebe im Gesetz.
Im Verlauf dieses Falles informiert Mey ihren Kollegen Steier darüber, dass sie sich an der Polizeischule in Kiel als Dozentin beworben hat. Er würde zwar gern mit ihr weiter zusammenarbeiten, doch sie hat bereits den Vertrag unterschrieben. Ihr Chef Walter Hillinger verabschiedet sie zum Schluss eher beiläufig nach der Dienstbesprechung mit dem für Steier legendären „Mädchengemüse“. Steier ist zu spät und findet nur noch den von Conny Mey zurückgelassenen Blumenstrauß.

## Einschaltquoten
Die Erstausstrahlung am 14. April 2013 wurde in Deutschland von insgesamt von 9,04 Millionen Zuschauern gesehen und erreichte einen Marktanteil von 25,6 % für Das Erste.